# 岩崎駿介
岩崎 駿介（いわさき しゅんすけ、1937年 - ）は、日本の建築家、都市デザイナー、NGO活動家、政治家。息子の岩崎夏海は放送作家。

## 略歴
東京生まれ。父は岩崎書店創業者・岩崎徹太。兄は精神科医の岩崎徹也。慶応義塾高等学校卒業後、東京藝術大学美術学部建築科へ入学。
大学卒業後、建築設計事務所を2年間経営した後、アフリカ・ガーナの国立科学技術大学専任講師、そしてハーバード大学デザイン大学院都市デザイン専攻留学。
- 1969年 当時横浜市長であった飛鳥田一雄（後の日本社会党委員長）に共鳴して横浜市役所企画調整局・都市デザインチームのチームリーダーとなる。1979年、国連アジア太平洋経済社会委員会のスラム課長。1982年、筑波大学助教授[1]。
- 1981年から1993年まで 日本国際ボランティアセンター代表。1993年から1998年まで環境問題政策提言NPO「市民フォーラム2001」事務局長及び代表。
- 1998年 第18回参議院議員通常選挙に東京都選挙区から社会民主党公認で立候補して落選。
- 2000年 第42回衆議院議員総選挙に新潟県第1区から社会民主党公認で立候補して落選。
- 2001年 茨城県石岡市に在住し、「落日荘」と名付けた自宅を自力で建設中[1]。この住宅で2011年度のJIA 環境建築賞を受賞している[2]。

## 著書
- 個性ある都市 横浜の都市デザイン 鹿島出版会 1980.5
- 地球に生きる ぼくたちの世界 岩崎書店 1988.3 （社会とくらしの絵本）
- NGOは人と地球をむすぶ いま国境を越えて、できること、するべきこと 第三書館 1993.9 （実学百論）
- 家を建てるということ-地球を感じる家 （街に拓く - 女房とふたりで家をつくる 落日荘 設計・施工=岩崎駿介+岩崎美佐子 永田 昌民 , 岩崎 駿介 , 岩崎 美佐子）
- 女房とふたりで家をつくる 落日荘 設計・施工=岩崎駿介+岩崎美佐子 （街に拓く 住宅建築 住宅建築 (414), 2009年10月号）
- 住まいと暮らし(24)女房と二人で家をつくる（コミュニテイ (142), 72-75, 2008）
- 書評 駒井洋編著『日本の選択 もうひとつの改革路線』（社会学ジャーナル (28), 141-143, 2003年3月号）
- いわさき・しゅんすけの希望と落胆（社会民主 (535), 49-53, 1999年 9-12月号）
- いまの状況…衆議院選を前にして（進歩と改革 (573), 15-20, 1999年9月号）
- 参議院選挙に立候補して 進歩と改革 (562), 24-33, 1998-10月号）
- でこんすとらくたあ 建設:新たな選択へのダイアロ-グ--もういちど<環境>を考える 岩崎駿介×斎藤日出治 施工 (380), 106-111, 1997-0月号）
- NGO （20世紀の総括,21世紀への視点） -- （第3章 地球的問題群） 世界 (634), 172-175, 1997-04月号）
- アジア太平洋地域とNGOの役割 （日本とアジア太平洋地域の新たな関係<特集>） 月刊社会党 (488), 42-47, 1996-01月号）
- 私たち自身のための人口問題入門 座談会 世界 (599), p250-264, 1994-09月号）
- 政党は国家の枠を超えられるか （「政党」の困難,社会党の可能性<特集>） 月刊社会党 (468), p36-41, 1994-06月号）
- 体験的国際協力論 : 日本国際ボランティアセンターの経験から Discussion paper 9, 1-21, 1993-03月号）
- ブラジル会議から1年--地球環境とNGOの役割 座談会 環境と公害 23(1), p22-26, 1993-07月号）
- ソマリア--救援か,蹂躙か 世界 (579), p198-201, 1993-03月号）
- ＜研究活動の概要＞平成3年度環境科学研究科プロジェクト報告 環境科学研究科年報 : 環境科学セミナー (15), 53-71, 1992-1月号）
- 開発と環境--地球環境サミットを市民から問う （地球環境問題）平和経済 (367), p13-28, 1992-06月号）
- 世界の環境・資源に何が起きているか-42-（同時進行レポート） 座談会 公明 (368), p144-157, 1992-09月号）
- 「金持ち日本」が果たすべき責任 （「サミット」は地球を救うか<特集>） 対談 月刊社会党 (442), p14-28, 1992-06月号）
- 「凡人会議」が問いかけたもの （「地球サミット」への招待<特別企画>） 潮 (399), p156-165, 1992-06月号）
- 「世界環境会議」で日本は何を主張できるか （ソフト・パワーの時代・日本の選択（特別企画）） 潮 (394), p132-137, 1992-01月号）
- ブラジル・環境サミットへの市民参加--地域から地球へ--NGO活動を考える （政治・社会を動かす「環境」<特集>） インタビュー 公明 (356), p116-123, 1991-09月号）
- '92国連ブラジル会議〔国連環境開発会議〕と日本のNGO 座談会 公害研究 21(2), p41-51, 1991-10月号）
- ＜研究活動の概要＞平成元年度環境科学研究科プロジェクト報告 環境科学研究科年報 : 環境科学セミナー (13), 47-52, 1990-12月号）
- 政府開発援助に異議あり （国際化に対応できるか?<特集>） 潮 (372), p288-298, 1990-04月号）
- 市民による国際協力(NGO) （<特集>国際化社会と筑波大学） 筑波フォーラム 28, 70-74, 1990年号）
- 技術の進歩と居住環境の変化（<特集>居住環境の創造とテクノロジー） 建築雑誌 104（1284）, 20-27, 1989-04月号）
- NGOの挑戦-日本国際ボランティアセンター(JVC)の10年 （援助という逆説<特集>） 世界 (533), p58-73, 1989-10月号）
- 地球循環と第3世界を撃つ「成長と開発」 公明 (334), p106-108,113〜116, 1989-11月号）
- タイ,ラオス 究極的には地球環境問題--ODAとNGOによる海外市民協力活動の方法を比較する （政府開発援助はどうあるべきか<特集>） -- （ODA--現場からの声） 公明 (329), p98-104, 1989-06月号）
- NGO（非政府組織）がめざすもの--国境を越える市民参加 （"経済大国"日本の役割<特集>） -- （第3世界の視点） 公明 (318), p56-60, 1988-07月号）
- アジアの田舎から日本の地域をみる （日本イベント列島<特集>）月刊自治研 30(10), p18-24, 1988-10月号）
- アジア太平洋地域の居住問題とわれわれの21世紀へ課題と展望 （国際居住年<特集>） 建設月報 40(1), p30-38, 1987-01月号）
- 学校建設の諸条件--なぜよい学校建築が出来ないか （公立学校建築--豊かな教育環境をめざして<特集> - 横浜市立都田中学校川和方面校〔設計・槙総合計画事務所〕） 建築文化 (397), p80, 1979-11月号）
- 自治体と都市デザイン （人間の街路-10-） SD (85), 52-54, 1971-10月号）
- ガーナの建築と集落 （コミュニティ建築は可能か-3-現実の磁場の中で（特集）） SD (77), 1971-03月号）
- 人間居住環境としての都市空間の機能的分割に関する総合的研究 文部省「環境科学」特別研究環境動態領域・都市域研究班 1985.3 「環境科学」研究報告集 B-267-R15-5

## 共編著
- 地球人として生きる 市民による海外協力 1989.11 （岩波ジュニア新書）
- 人間居住キーワード事典 都市・農村・地球 束村康文,芝原真紀共著 中央法規出版 1995.5
- 横浜市における地域・地区制の総合的活用による市街地環境の創造手法について。: その4. 用途別容積率制について : 都市計画 大会学術講演梗概集. 計画系 48（計画系）, 1149-1150, 1973-08月号）
- 横浜市における地域・地区制の総合的活用による市街地環境創造の手法について。: その3. 横浜市市街地環境設計制度について : 都市計画 大会学術講演梗概集. 計画系 48（計画系）, 1147-1148, 1973-08月号）
- 横浜市における地域・地区制の総合的活用による市街地環境創造の手法について。: その2. 高度地区および日照等指導要綱について : 都市計画 大会学術講演梗概集. 計画系 48（計画系）, 1145-1146, 1973-08月号）
- 横浜市における地域・地区制の総合的活用による市街地環境創造の手法について。: その1 総論 : 都市計画 大会学術講演梗概集. 計画系 48（計画系）, 1143-1144, 1973-08月号）